# Jardim de Luxemburgo
O Jardim do Luxemburgo em francês:  Jardin du Luxembourg é um grande parque público da cidade de Paris com mais de 22,4 hectares, localizado no 6.º arrondissement. O Jardim do Luxemburgo atualmente pertence ao Senado da França, que está sediado no famoso Palácio do Luxemburgo.
O jardim possui um enorme parterre decorado com uma coleção exuberante de estátuas e também com pequenos lagos destinados ao lazer infantil. O jardim inclui também um pequeno teatro de fantoches, um pomar e um restaurante. Fica próximo ao Teatro Odéon.
Em 1611, Maria de Médicis, viúva de Henrique IV, decidiu construir uma réplica do grandioso Palácio Pitti. Maria deu início à construção do novo palácio imediatamente e contratou Salomon de Brosse como arquiteto principal. No ano seguinte, Maria ordenou o plantio de 2 mil ulmeiros e contratou especialistas em jardinagem para recriar os jardins que ela conheceu quando criança em Florença. Comprou o  hotel du Luxembourg (hoje o palácio Petit-Luxembourg) e iniciou a construção de um novo palácio. Encarregou Salomon de Brosse da construção de um palácio e uma fonte, que ainda hoje existe. Em 1612 mandou plantar 000 elmos, e dirigiu uma equipa de jardineiros, entre os quais Tommaso Francini, para construir um parque no estilo que conhecia de Florença. Francini planeou dois terraços com balaustradas e parterres colocados ao longo do eixo do chateau, em torno de uma área circular. Também construiu a fonte Medici a leste do palácio. O jardim original tinha 8 hectares de área.
Nos poucos dias de sol do outono, nos belos dias de primavera e verão, entre os turnos de trabalho, aulas ou passeios turísticos, os parisienses e visitantes optam por comprar refeições já preparadas e prontas a comer e degustam-nas no jardim, onde o podem admirar sob a luz.

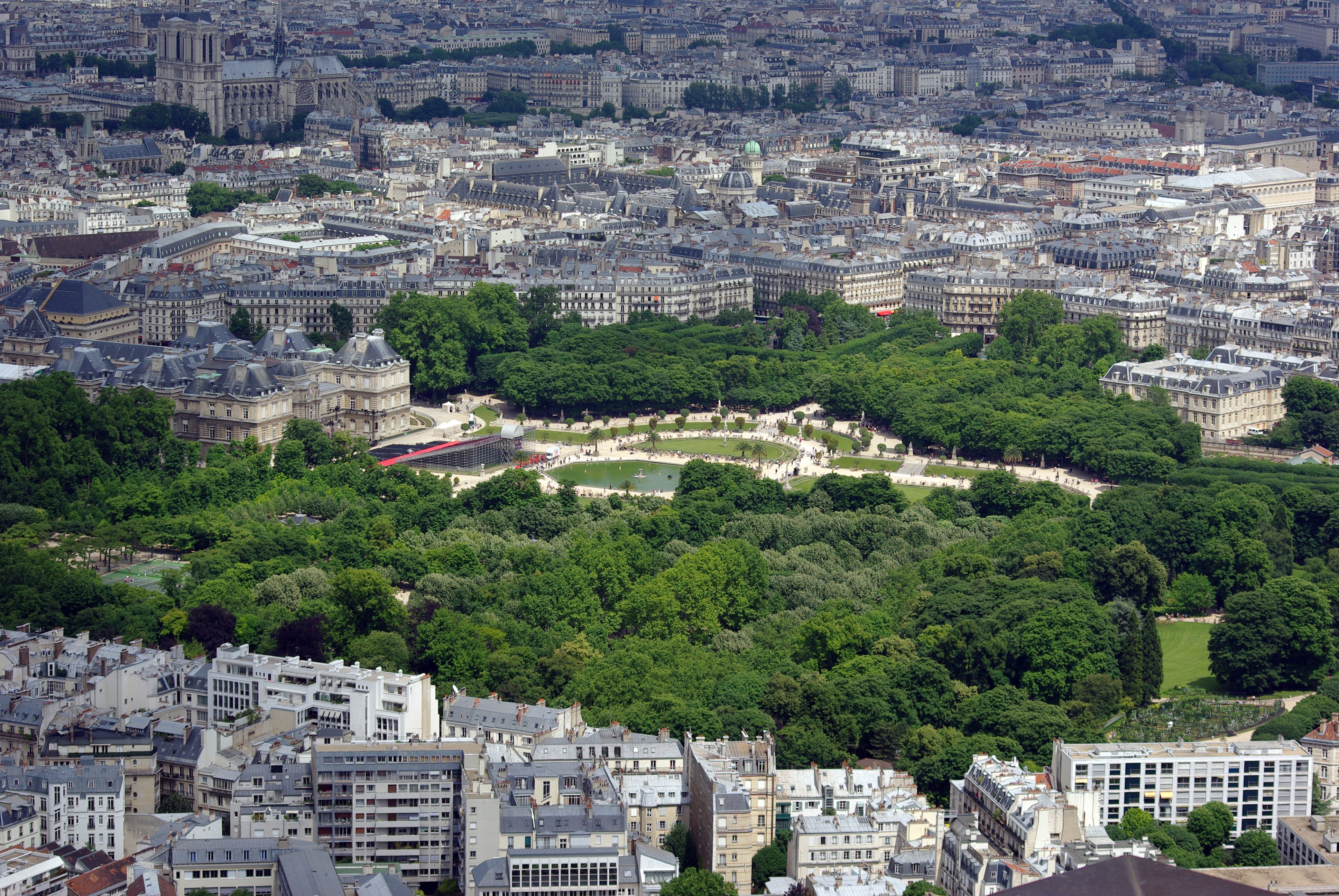
Palácio e jardins

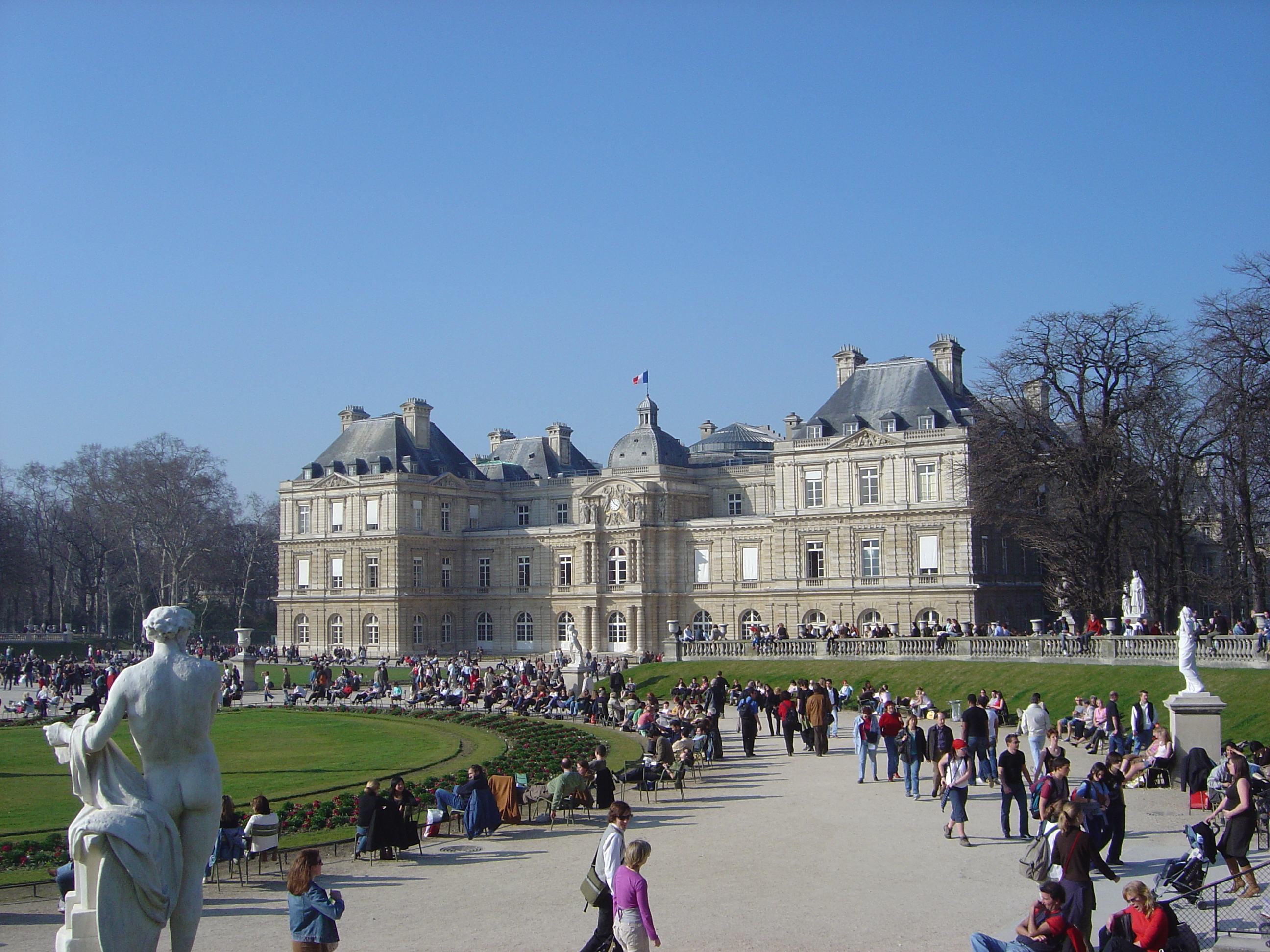
Outra vista do palácio e jardins

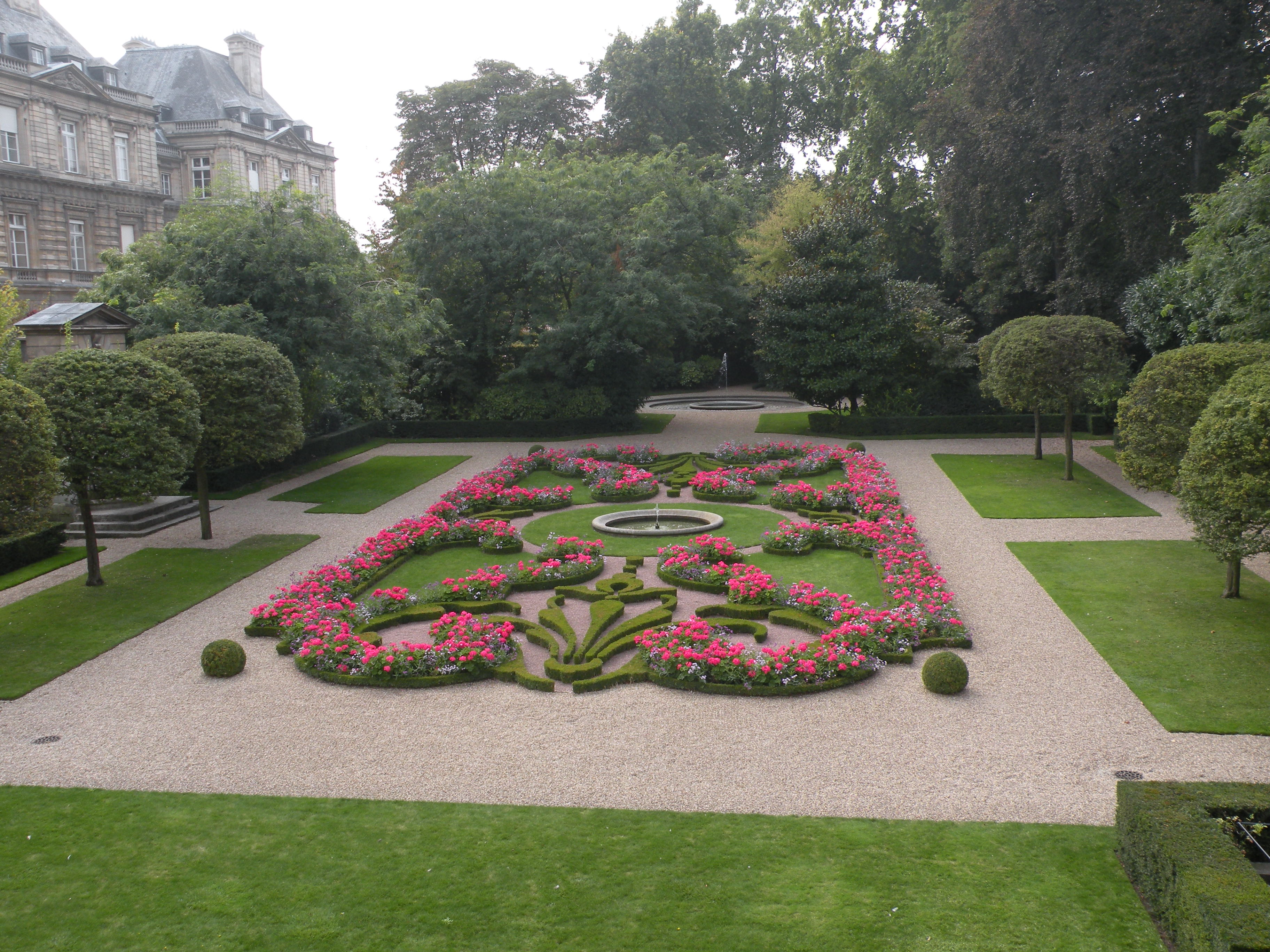
Jardim do Petit Luxembourg

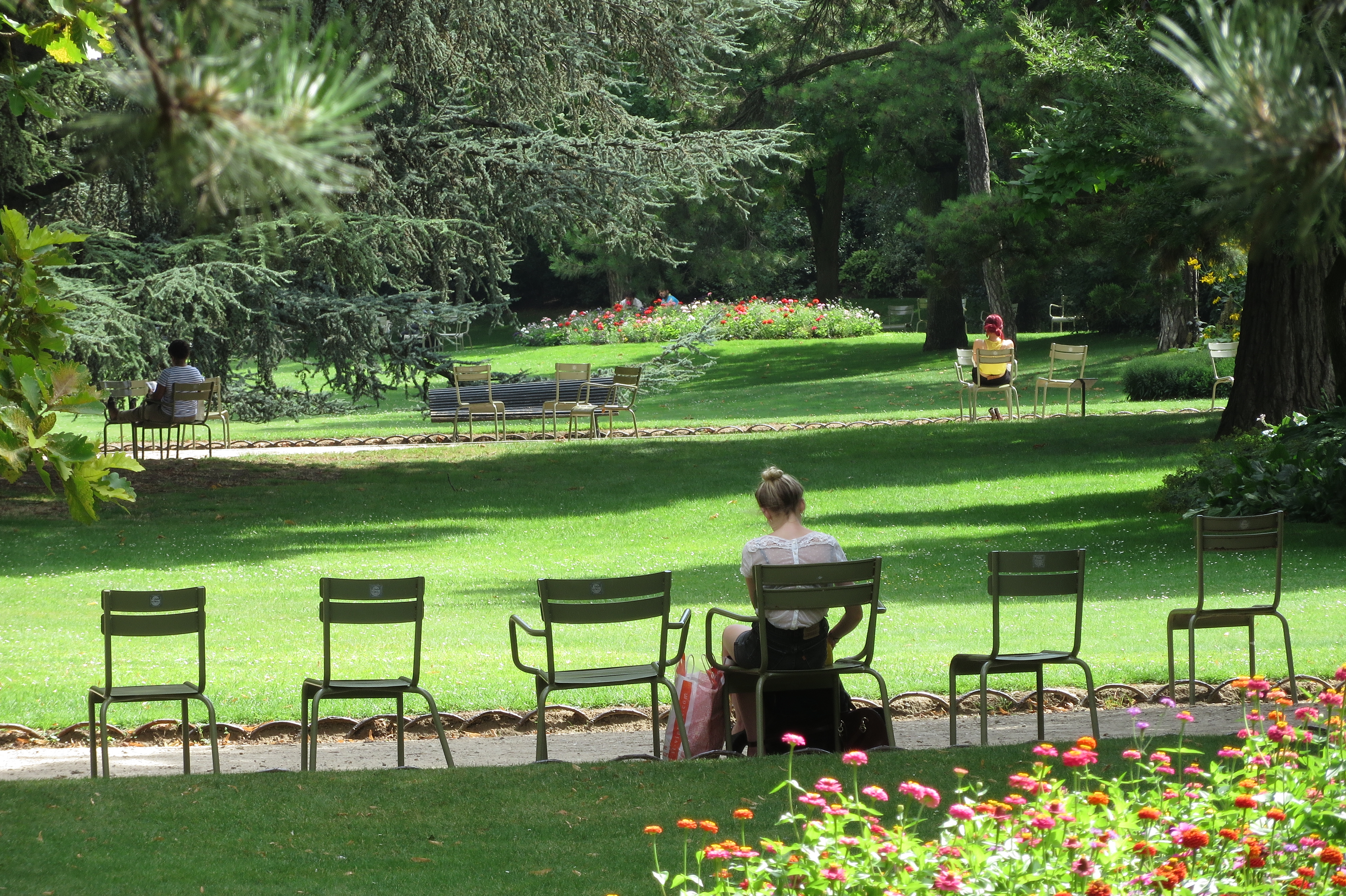
A descansar nos jardins

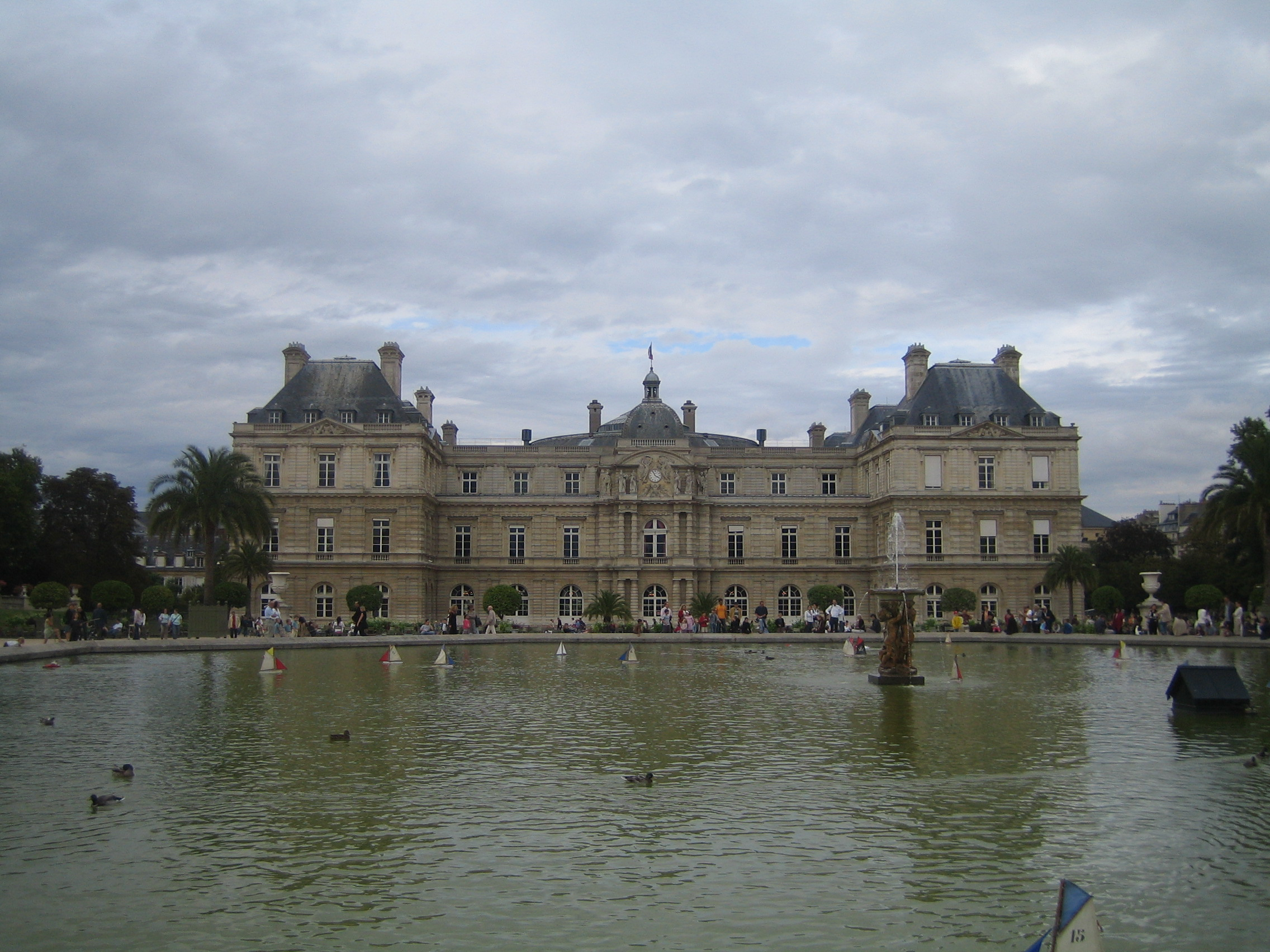
Lago e palácio

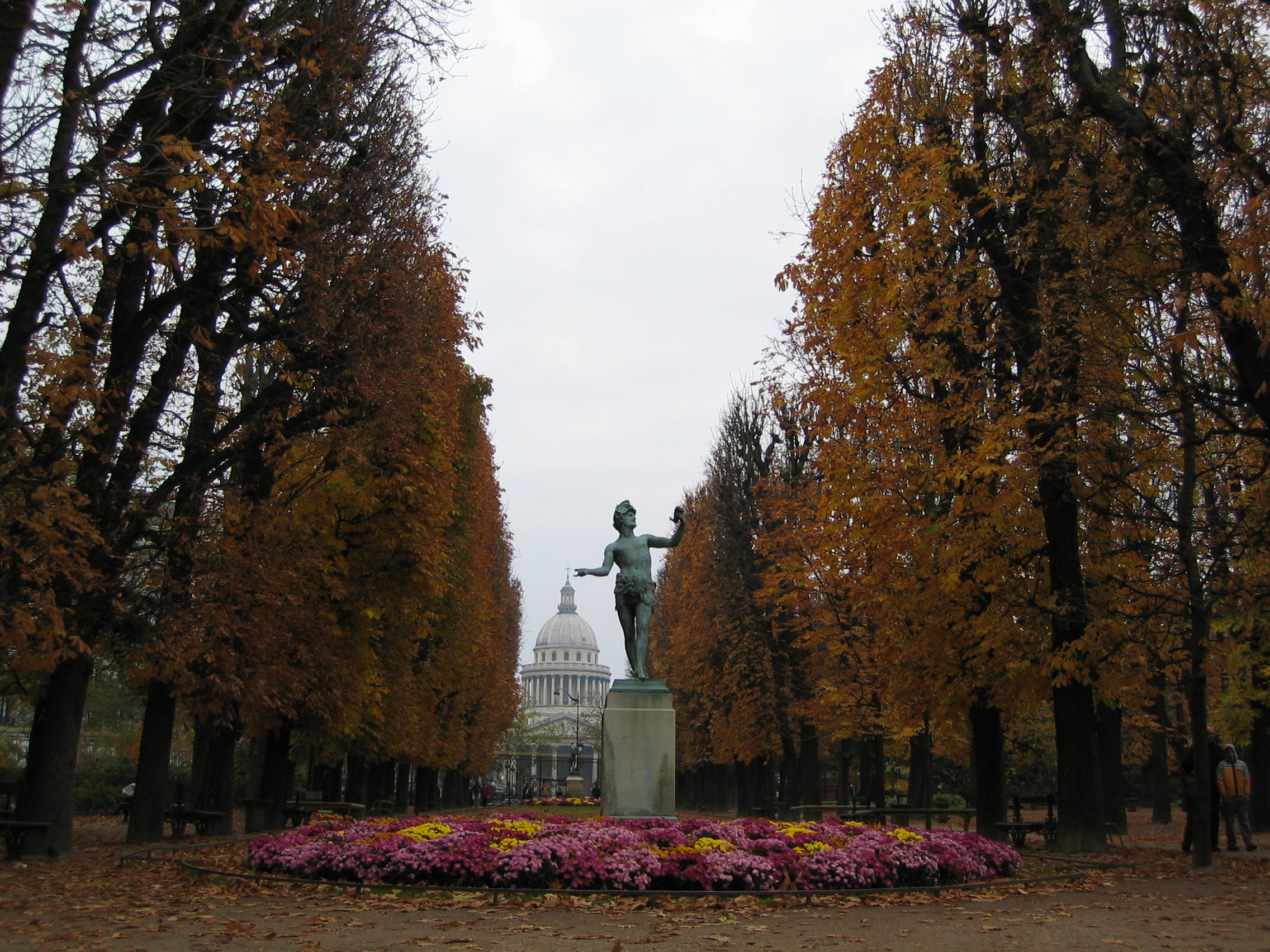
Vista do Panteão a partir do palácio